# Pilakolnia
Pilakolnia (lit. Piliakalnis; pol. hist. Pilakolnie, Pielikalnie) – wieś na Litwie, w okręgu wileńskim, w rejonie wileńskim, w gminie Niemenczyn.

## Historia
Pod zaborami i w II Rzeczypospolitej trzy wsie. W XIX i w początkach XX w. położona była w Rosji, w guberni wileńskiej, w powiecie wileńskim, w gminie Niemenczyn. Po I wojnie światowej pod administracją polską, w Zarządzie Cywilnym Ziem Wschodnich. W latach 1920–1922 w składzie Litwy Środkowej.
Od 11 kwietnia 1922 leżała w Polsce, w województwie wileńskim, w powiecie wileńsko-trockim, w gminie Niemenczyn. W 1931 miejscowości liczyły:
- Pilakolnia I – 158 mieszkańców, zamieszkałych w 39 budynkach,
- Pilakolnia II – 61 mieszkańców, zamieszkałych w 12 budynkach,
- Pilakolnia III – 40 mieszkańców, zamieszkałych w 6 budynkach[2].

Po II wojnie światowej w granicach Związku Sowieckiego. Od 1991 na niepodległej Litwie.

## Ludzie związani z miejscowością
Sybiracy zesłani przez sowietów podczas II wojny światowej:
- Piotr Ingielewicz[4]
- Wincenty Ingielewicz[4]
- Czesław Pomarnecki[4]
- Franciszek Sienkiewicz[4].